# Paul Ribeyre (1885-1966)
Pour les articles homonymes, voir Ribeyre et Paul Ribeyre (homonymie).
Paul Ribeyre est un homme politique français né le 4 octobre 1885 à Brioude (Haute-Loire) et mort le 9 avril 1966 à La Courneuve (Seine-Saint-Denis).
Docteur en droit, il est avocat et maire de Coubon, près du Puy, en 1913. Il est député de la Haute-Loire de 1914 à 1919, inscrit au groupe de la Gauche démocratique. Il est secrétaire de la Chambre de 1914 à 1916.